# Castrillo Mota de Judíos
Castrillo Mota de Judíos (anciennement Castrillo Matajudíos) est une commune d'Espagne dans la communauté autonome de Castille-et-León, province de Burgos.

## Nom de la ville
Traduit littéralement, Matajudíos veut dire « Tue les Juifs ».
Le 25 mai 2014, en même temps que les élections européennes, les habitants votent par référendum sur un changement du nom de la commune en Motajudíos ou Mota de Judíos. Résultat : sur 56 électeurs, 52 ont voté, 29 en faveur du changement de nom, dont 26 pour Mota de Judios et 3 pour Mota Judios. 
Le 23 octobre 2015, le panneau de la commune est officiellement changé. Celle-ci ne porte plus le nom de Castrillo Matajudíos mais « Castrillo Mota de Judíos ». 

## Géographie
La ville s'étend sur 22,051 km2.
Elle comptait environ 65 habitants en 2011 puis une cinquantaine de personnes en 2021. Plus aucun juif n'y demeure.

## Histoire
Castrillo a été fondée en 1035 lorsqu'une révolte contre l'impôt dans la localité de Castrojeriz tourne en pogrom, forçant un groupe de Juifs à se réfugier dans le lieu-dit de « Castrillo  » où se trouve une colline (mota, en espagnol).
En 1627, Castrillo devient alors Castrillo Mota de los Judíos ou Castrillo Motajudíos (dont la prononciation est proche de celle de "Matajudíos": « Tue les Juifs »), suivant les versions, pendant une période de persécutions religieuses extrêmes, durant l’Inquisition. Le village devient cependant prospère grâce à sa judería et par sa proximité avec le chemin de pèlerinage de Saint-Jacques-de-Compostelle (Camino de Santiago).

### Graffiti antisémites
En décembre 2021, plusieurs graffitis antisémites sont découverts : à l’entrée de la mairie de la ville, sur le panneau de route annonçant l’entrée du village, sur le site qui devrait accueillir un futur centre séfarade (Centre de commémoration juive de Castilla y León qui devrait ouvrir ses portes le long du Camino de Santiago) et sur le panneau commémorant le jumelage de la ville avec une ville israélienne, Kfar Vradim.
Les graffiti ont apporté des modifications aux panneaux de la ville, en rappelant son ancien nom, font l’éloge du grand Inquisiteur Torquemada, ou valorisent « les rois catholiques ».

## Personnalités
- Antonio de Cabezón (1510-1566), compositeur et organiste